# Gostewitz (Riesa)
Gostewitz ist ein Ortsteil der sächsischen Stadt Riesa im Landkreis Meißen.

## Geografie
Gostewitz zieht sich vom alten Ortskern mit seinen vielen Siedlungshäusern bis fast nach Nickritz hin und den Hang hinauf bis zum Weinberg. Das Dorf liegt östlich von Böhlen und südöstlich von Jahnishausen und Nickritz. Gostewitz liegt außerdem westlich von Heyda, nordwestlich von Prausitz und nordöstlich von Mehltheuer. Der Ort wird vom Keppritzbach durchflossen und liegt am linken Ufer und rechts der Straße nach Prausitz. Der Ort wurde um 1900 als Sackgassendorf mit gewannähnlicher Streifenflur beschrieben und war 117 Hektar groß.

## Geschichte
Der Ort wurde im Jahr 1334 zum ersten Mal erwähnt. Der Name war mehrmaligen Änderungen unterzogen, so wurde der Ort im Jahr 1334 Gostewicz genannt, 1351 Goystuwicz, 1445 Gostewicz, 1500 Güstewitz, 1552 Gostewicz, 1555 Goßwiz, 1594 Gostewitz , 1661 Gostowitz  und Gostewitz im Jahr 1791. Der altsorbische Name des Ortes, 1334 Gostewicz, bedeutet die Leute des Gost, Kurzform von Gostislav.
Das Dorf war erst burggräflich, dann dem Kreisamt Meißen gehörig, schriftsässig zum Rittergut Jahnishausen. 1334 gehörte das denen von Miltitz, Verwaltung vom Castrum Meißen und der Supanie Raußlitz. Der Ort wurde 1590 vom Erbamt Meißen verwaltet, ebenso 1764 und 1816.
Am 22. September 1351 übereignet Burggraf Meinher von Meißen aus dem Geschlecht der Meinheringer Gostewitz an das Kloster Altzelle, ausgenommen Wachweizen oder Wachhafer. Fridericus von Maltitz hatte das Dorf für 63 Gulden breiter Groschen und 15 Groschen verkauft. Der Burggraf behält sich den dritten Pfennig vom Gericht vor. 1445 findet 1 Censit unter früher burggräflichen Gericht statt. Am 30. September 1500 verpfändet Herzog Georg Güter zu Gostewitz im Amt Meißen an das Kloster Altzelle. Im Jahr 1594 kommt Gostewitz zum Rittergut Jahnishausen. 1790 führte durch die Ortsflur die Heerstraße von Großenhain nach Leipzig. Der Richter Andreas Weyhmann und die Gemeinde baten um Erlass der extraordinären Straßenbaugelder, sie wollen die Dienste selbst verrichten. 1661 leben in Gostewitz 10 Steuerzahler mit 11 Besitzungen. 1668 lebten im Dorf 1 Mann mit 2 1/8 Hufen, 2 Mann mit 1 3/4 Hufen, 2 Mann mit je 1/2 Hufen, 1 Mann mit 1/4 Hufen und 2 Gärtner mit 8 M., 7 7/8 Hufen, 1705 9 Mann. 1790 lebten 3 bespannte Bauern, Viertelhufner und Gärtner im Ort.
Durch die Sächsische Landgemeindeordnung von 1838 erhielt das Dorf Eigenständigkeit als Landgemeinde. Ab 1843 wurde Böhlen vom Amt Meißen verwaltet, 1856 vom Gerichtsamt Riesa und ab 1875 von der Amtshauptmannschaft Großenhain.
Kirchlich war Gostewitz 1539 nach Pausitz gepfarrt. Im Jahr 1925 waren 71 Einwohner von Nickritz evangelisch-lutherisch, 4 Einwohner waren katholisch, 1 Einwohner war reformiert und 14 Einwohner gehörten anderen Konfessionen an. 1938 wurde Gostewitz nach Jahnishausen eingemeindet. Ab 1930 gehörte Gostewitz der Kirchgemeinde Riesa-Pausitz an. Die Schule war und ist für die Gostewitzer Kinder in Pausitz.
Sachsen befand sich nach dem Zweiten Weltkrieg in der Sowjetischen Besatzungszone und später der  DDR. Nach der Gebietsreform 1952 wurde Gostewitz dem Kreis Riesa im Bezirk Dresden zugeordnet. Nach der Deutschen Wiedervereinigung gehörte Gostewitz zum wiedergegründeten Freistaat Sachsen. Die folgenden Gebietsreformen in Sachsen ordneten den Stadtteil 1994 dem Landkreis Riesa-Großenhain und 2008 dem Landkreis Meißen zu. Am 1. März 1994 wurde Gostewitz zusammen mit der restlichen Gemeinde Jahnishausen nach Riesa eingemeindet.

### Bevölkerungsentwicklung

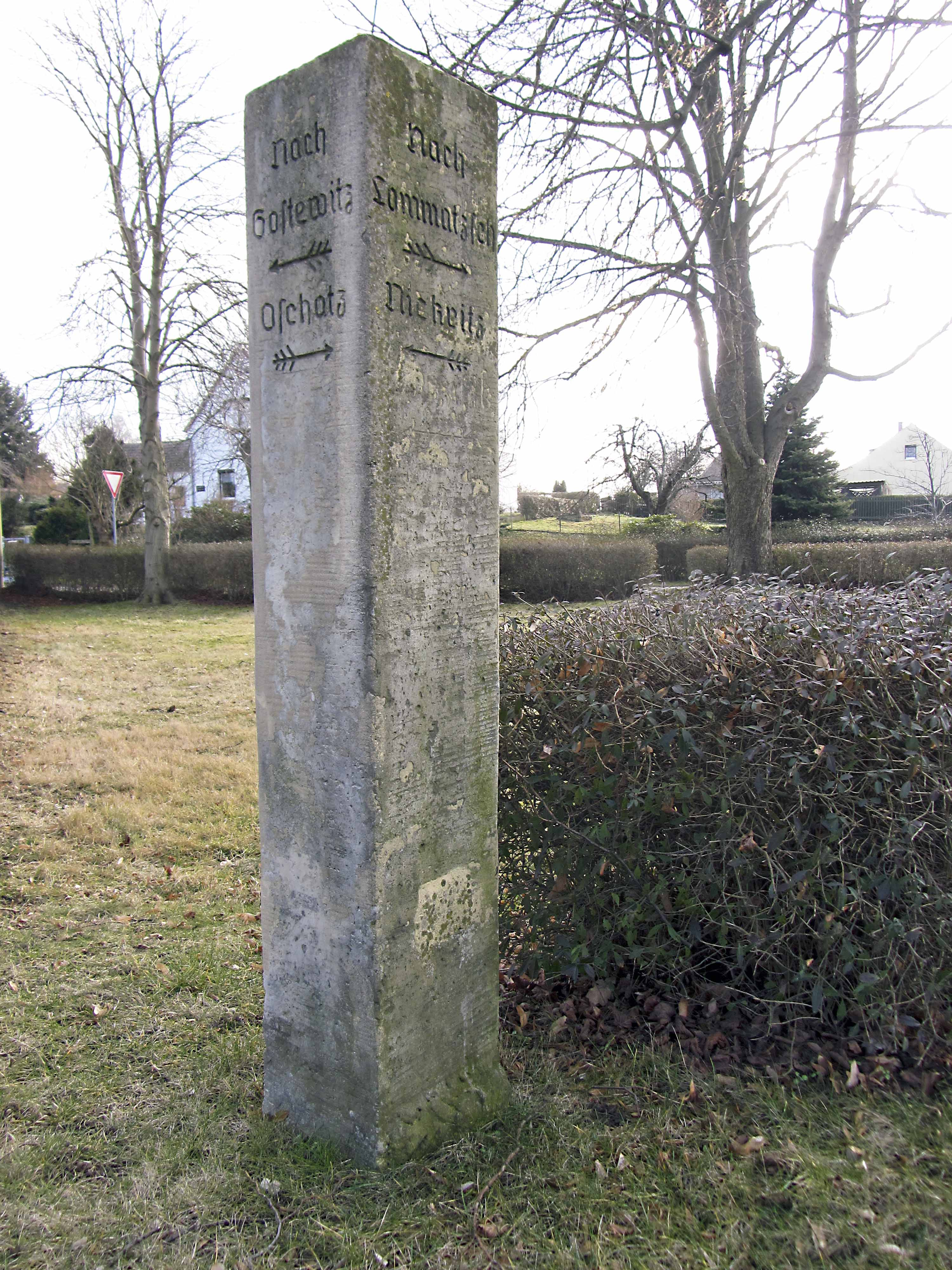
Böhlen Wegweiserstein nach Gostewitz

| Jahr | Einwohner                                                  |
| ---- | ---------------------------------------------------------- |
| 1552 | 7 besessene Mann, 4 Inwohner                               |
| 1764 | 9 besessene(r) Mann, 3 Häusler, 7 1/8 Hufen je 10 Scheffel |
| 1834 | 65                                                         |
| 1871 | 65                                                         |
| 1890 | 66                                                         |
| 1910 | 91                                                         |
| 1925 | 90                                                         |
| 1938 | → am 01.04. nach Jahnishausen eingemeindet                 |
| 1994 | → Riesa                                                    |

## Kultur und Sehenswürdigkeiten
Sehenswert ist in Gostewitz der alte Ortskern. Dessen Erhaltene Vierseithöfe sind baugeschichtlich und wirtschaftsgeschichtlich von Bedeutung. Sehenswert ist auch die Straßenbrücke über den Keppritzbach, eine Drei-Bogen-Brücke aus Granitquadermauerwerk mit Sandsteinabdeckung. Sie ist baugeschichtlich von Bedeutung.
Die Lutherlinde im Ortsteil Gostewitz wurde 1846 zum 300. Todestag Luthers gepflanzt und ist als Naturdenkmal geschützt.